# Höşmerim
Höşmerim són unes postres de formatge a la cuina turca, fetes a base de cert formatge especial sense sal, sèmola, llet, sucre comú, mantega i aigua. Una recepta tradicional esmenta mel en comptes de sucre i kaymak per reemplaçar la llet.

## Preparació
La mantega es fon en una paella o una olla i se li afegeix la sèmola. Es cuina fins al canvi de color. En una olla es barreja la llet amb aigua i sucre i al bullir aquest xarop s'afegeix a la sèmola preparada. El ques (ill) o es ratlla dins d'aquesta barreja s'escalfa i se segueix cuinant fins a fondre el formatge totalment. Es serveix en recipients individuals i quan es refreda l'adornen amb ametlles filetejades i torrades.

## Consum
Aquestes postres és típic de la Regió de la Màrmara, de Turquia, especialment de la província de Balıkesir. No acostumat molt la seva elaboració casolana a les cuines de les altres parts del país, generalment es troba a la venda en supermercats tant en forma industrial (veure foto) o artesana.